# Beloiannisz
Beloiannisz (em grego: Μπελογιάννης) é um município da Hungria, situado no condado de Fejér. Tem 4,54 km² de área e sua população em 2015 foi estimada em 1.063 habitantes.

## História
Foi fundada em 1950 por refugiados da Guerra Civil da Grécia, sendo nomeada em homenagem a Nikos Beloyannis, herói da resistência grega.